# 𰡉兽目
𰡉兽目是哺乳纲真兽下纲所属的已灭绝动物，为亚洲所特有，生活于新生代前期。该目动物体型较小，外形介于食虫类、兔形类、啮齿类哺乳动物之间。
𰡉兽最初被认为是一种与树鼩关系很近的高等食虫类哺乳动物，其属名 Anagale 便取自“高等食虫类”之意，原译为“安格勒兽”。
后来建立为新目，中国古生物学家因其仅分布于亚洲，故而创造了新汉字，将其译为𰡉兽目”。

## 分类
- 重褶齒蝟科（Zalambdalestidae）
- 𰡉兽科（Anagalidae）
- 假古蝟科（Pseudictopidae）
- 宽臼兽科（Eurymylidae）
- 模鼠兔科（Mimotonidae）